# 克莱尔·吉根
克莱尔·吉根（英語：Claire Keegan, 1968年—）是一位爱尔兰短篇小说家。以精致动人的短篇小说见长。

## 生平
克莱尔·吉根1968年出生在爱尔兰的威克洛郡，是这个罗马天主教家族中最小的女儿。她十七岁去新奥尔良旅行，在新奥尔良洛约拉大学学习英语和政治科学。1992年回到爱尔兰，之后又有一年住在威尔士卡迪夫, 拿到威尔士大学创作性写作的学士并在校任教。
她第一部小说《南极》完成于1999年，第二部小说《走在蓝色的田野上》发布于2007年，2010年9月第三部小说《寄养》也问世。美国作家理查德·福特选择了《寄养》作为2009年Davy Byrnes Irish Writing Award的获奖作品。
她目前住在爱尔兰的乡村。

## 中文译作
- 2010 – 《南极》，浙江文艺出版社，ISBN 9787533930080
- 2011 – 《走在蓝色的田野上》，人民文学出版社，ISBN 9787020084654
- 2015 – "《寄养》"，南海出版公司，ISBN 9787544276894